# Полуэктов, Георгий Васильевич
Георгий Васильевич Полуэктов (1904—1982) — советский военный деятель. Участник Великой Отечественной войны. Герой Советского Союза (1945). Генерал-полковник артиллерии.

## Довоенный период
Георгий Васильевич Полуэктов родился 19 апреля (6 апреля — по старому стилю) 1904 года в деревне Накаплово Венёвского уезда Тульской губернии Российской империи (ныне деревня Серебряно-Прудского района Московской области Российской Федерации) в крестьянской семье. Русский. Окончил начальную школу. До 18 лет Георгий Васильевич работал в крестьянском хозяйстве отца.
В ряды Рабоче-крестьянской Красной Армии Г. В. Полуэктов вступил добровольцем в 1922 году. В 1924 году он окончил 2-ю Московскую пехотную школу по артиллерийской программе. Затем служил в Одесском военном округе, пройдя путь от командира артиллерийского взвода до командира артиллерийского дивизиона.
Член ВКП(б) с 1926 года.
В 1937 году Георгий Васильевич окончил Артиллерийскую академию РККА имени Ф. Э. Дзержинского. После окончания академии Георгий Васильевич был направлен в Крым, где служил командиром артиллерийского полка и начальником артиллерии 156-й стрелковой дивизии. Перед войной дивизия дислоцировалась в районе города Феодосии.

## Оборона Крыма
24 июня 1941 года 156-я стрелковая дивизия согласно Директиве Ставки Верховного Главнокомандования № 20466 была включена в состав 9-го особого стрелкового корпуса Южного фронта. В ожидании возможного немецкого морского десанта на Южный берег Крыма подразделения дивизии занимали позиции вдоль берега Чёрного моря от Судака до Севастополя. Однако в связи с угрозой вторжения немецких войск в Крым с севера 156-я стрелковая дивизия была включена в состав 51-й отдельной армии и спешно переброшена на Перекопский вал. В период с 12 по 26 сентября во многом благодаря эффективным действиям артиллерии, которой командовал полковник Полуэктов, дивизия удерживала занимаемые позиции, отражая атаки многократно превосходящих сил противника. 26 сентября 1941 года дивизия вынуждена была отойти к посёлку Армянск, где ещё четыре дня сдерживала продвижение немцев, после чего отошла на Ишуньские оборонительные позиции. В кровопролитных боях на Ишуньском плато был тяжело ранен командир 156-й стрелковой дивизии генерал-майор П. В. Черняев, и Георгий Васильевич принял командование остатками дивизии на себя. После взятия немцами Красноперекопска, 156-я стрелковая дивизия оказалась в оперативном окружении в районе посёлка Пролетарка, но полковник Г. В. Полуэктов сумел организовать переправу частей через озеро Красное, после чего с боями отступил на Керченский полуостров. Оттуда в ноябре 1941 года не имевшая в своём арсенале ни единого снаряда артиллерия была эвакуирована из Крыма. Вся имевшаяся в распоряжении 51-й армии артиллерия была сведена в корпусную артиллерийскую группу и заняла позиции на косе Чушка в Керченском проливе. Командиром группы был назначен полковник Г. В. Полуэктов. Артиллерийская группа Полуэктова поддерживала действия стрелковых подразделений в районе Керчи. В январе 1942 года Георгий Васильевич вернулся на должность командующего артиллерией 156-й стрелковой дивизии 51-й армии и в феврале того же года участвовал в боях на Керченском полуострове в составе Крымского фронта в ходе Керченской-Феодосийской десантной операции. В ходе немецкого наступления (операция «Охота на дроф») 13 мая 1942 года в бою в районе селения Сарайман Полуэктов был тяжело ранен и эвакуирован в госпиталь.

## Сталинградская битва
После выздоровления в августе 1942 года полковник Г. В. Полуэктов был направлен в 66-ю армию, которая формировалась на базе 8-й резервной армии резерва Ставки Верховного Главнокомандования, и был назначен на должность сначала заместителя командующего артиллерией армии, а в сентябре 1942 года — командующим артиллерией армии. 30 сентября 1942 года 66-я армия была включена в состав Сталинградского фронта, который в тот же день был переименован в Донской фронт. В ходе Сталинградской битвы 66-й армии отводилась роль сковывать немецкие части на своём участке, чтобы облегчить положение сражавшейся в Сталинграде 62-й армии. С этой целью в сентябре-октябре 1942 года 66-я армия постоянно наносила удары в районе населённых пунктов Ерзовка и Кузьмичи, каждый из которых сопровождался мощной артиллерийской подготовкой. 19 ноября 1942 года артиллеристы Полуэктова участвовали в восьмидесятиминутной артиллерийской подготовке, ознаменовавшей начало советского контрнаступления под Сталинградом. Затем Георгий Васильевич руководил действиями артиллерии 66-й армии в ходе операции «Уран» и ликвидации окружённой в Сталинграде группировки врага в январе 1943 года. 29 января 1943 года Г. В. Полуэктову было присвоено звание генерал-майора. 13 марта 1943 года 66-я армия была передана в состав Резервного фронта сначала 2-го, затем 3-го формирования, который 15 апреля 1943 года был преобразован в Степной военный округ. 5 мая 1943 года армия была преобразована в 5-ю гвардейскую армию.

## Курская битва, битва за Днепр и освобождение Правобережной Украины
В мае 1943 года 5-я гвардейская армия заняла позиции на реке Оскол в тылу Воронежского фронта. Ей предстояло остановить неприятеля в случае прорыва немецких войск на белгородском направлении. 5 июля 1943 года началась Курская битва. В первые дни Курской стратегической оборонительной операции немцам удалось потеснить стрелковые подразделения Воронежского фронта под Обоянью. Совершив 140-километровый марш, 11 июля 1943 года стрелковые и артиллерийские подразделения 5-й гвардейской армии вступили в бой в районе посёлков Ивня и Прохоровка, остановив наступление немцев. Часть артиллерии генерал-майор Г. В. Полуэктов предусмотрительно сосредоточил на Прохоровском поле. Именно артиллеристы Полуэктова первыми приняли на себя удар немецкой танковой армады. В дальнейшем артиллеристы 5-й гвардейской армии участвовали в контрударе Воронежского фронта, помогая стрелковым подразделениям возвращать ранее утраченные позиции. В ходе наступательной фазы сражения на Курской дуге Георгий Васильевич командовал действиями артиллерии 5-й гвардейской армии во время Белгородско-Харьковской операции. Его артиллеристы сыграли одну из главных ролей в ликвидации 19-й танковой дивизии вермахта, окружённой в районе посёлков Томаровка и Грайворон, а также в отражении контрудара танковой дивизии СС «Мёртвая голова» западнее Богодухова.
7 сентября 1943 года 5-я гвардейская армия была передана в состав Степного фронта (с 20 октября — 2-й Украинский фронт) и участвовала в Полтавско-Кременчугской операции, в ходе которой артиллерия армии обеспечила отражение немецких контрударов, а также принимала участие в освобождении городов Полтава и Кременчуг. 13 октября 1943 года артиллерия 5-й гвардейской армии была переправлена на плацдарм на правом берегу Днепра в районе села Мишурин Рог и приняла участие в разгроме кировоградской группировки противника в ходе Александрийско-Знаменской армейской операции и освобождении населённых пунктов Павлыш, Александрия, Знаменка и Новая Прага. Характерной особенностью артиллерийского наступления 5-й гвардейской армии явилось выделение большого количества орудий для стрельбы прямой наводкой и непосредственного сопровождения стрелковых рот. Зимой — весной 1944 года генерал-майор Г. В. Полуэктов руководил действиями артиллерии армии во время Кировоградской и Уманско-Ботошанской операций, сумев в неблагоприятных погодных условиях организовать передвижение артиллерии и обеспечить артиллерийскую поддержку стрелковых частей. 14 апреля 1944 года передовые части 5-й гвардейской армии форсировали реку Днестр у села Плетёный Ташлык и заняли плацдарм на правом берегу реки. Немаловажную роль в боях за удержание и расширение плацдарма сыграла артиллерия армии. 26 июня 1944 года 5-я гвардейская армия была выведена в резерв Ставки Верховного Главнокомандования.

## На 1-м Украинском фронте
13 июля 1944 года 5-я гвардейская армия была включена в состав 1-го Украинского фронта. До 3 августа 1943 года армия находилась в резерве фронта и была брошена в бой для отражения немецких контрударов. Стремясь окружить группировку советских войск на Сандомирском плацдарме и уничтожить её тылы, 3 августа 1944 года немцы нанесли два контрудара вдоль восточного берега реки Вислы в районе городов Сандомир и Мелец. Отразив атаки немцев, подразделения 5-й гвардейской армии переправились на Сандомирский плацдарм. Генерал-майор Полуэктов сумел эффективно расположить артиллерию, превратив занятые рубежи в неприступную крепость. 13 августа в боях на Висле немецкое командование впервые применило танки Т-VI В «Королевский Тигр». Георгий Васильевич приказал выдвинуть на прямую наводку орудия больших калибров, в результате чего демонстрация нового германского оружия потерпела фиаско. Немцы потеряли 12 новых танков, три из которых — в исправном состоянии.
12 января 1945 года началась Висло-Одерская операция, в рамках которой войска 1-го Украинского фронта провели Сандомирско-Силезскую фронтовую наступательную операцию. Спланированная и осуществлённая генерал-майором Г. В. Полуэктовым в районе города Кельце артподготовка была настолько эффективной, что немцы не смогли оказать сопротивления наступающим подразделениям 5-й гвардейской армии. Оценивая результаты артиллерийского удара, генерал пехоты вермахта Курт фон Типпельскирх впоследствии писал:

«12 января русские после мощной пятичасовой артиллерийской подготовки нанесли удар с большого сандомирско-баранувского плацдарма против 4-й танковой армии. Удар был настолько сильным, что опрокинул не только дивизии первого эшелона, но и довольно крупные подвижные резервы, подтянутые по категорическому приказу Гитлера совсем близко к фронту. Последние понесли потери уже от артиллерийской подготовки русских, а в дальнейшем в результате общего наступления их вообще не удалось использовать согласно плану…»
В ходе наступления артиллеристы громили инженерные заграждения противника, его уцелевшие опорные пункты, в том числе сильный узел сопротивления в районе Стопницы, поддерживали штурм высот юго-западнее Стопницы. Продвижение армейской артиллерии после прорыва главной полосы обороны противника осуществлялось с расчетом обеспечить более оперативное управление, быстрое и непрерывное сопровождение пехоты и танков массированным огнём. Решали поставленные задачи лучшие артиллеристы Красной Армии, находившиеся под командованием генерал-майора Г. В. Полуэктова: генералы П. М. Корольков, И. Ф. Санько, С. С. Волкенштейн, полковники М. А. Тарасов, В. И. Базеленко, Н. А. Смирнов, А. В. Клебановский и другие. Действуя большими артиллерийскими соединениями и небольшими группами непосредственно в стрелковых подразделениях, артиллеристы Полуэктова обеспечивали освобождение городов Стопницы, Буско-Здруя, Ченстоховы, форсирование рек Ниды, Пилицы и Варты. 21 января 1945 года подразделения 5-й гвардейской армии при поддержке своей артиллерии овладели городами Гуттентагом, Розенбергом и Кройцбургом. А двумя днями позже подразделения армии при решающей поддержке артиллерии захватили плацдармы на реке Одер в районе городов Оппельн и Олау. К 30 января 1945 года Силезский промышленный район был полностью освобождён и войска на плацдармах Одера начали готовиться к Нижне-Силезской операции. 5-й гвардейской армии в феврале — марте 1945 года участвовала в блокаде города Бреслау и ликвидации окружённой оппельнской группировки противника.
В ходе Берлинской операции артиллеристы генерал-майора Г. В. Полуэктова обеспечивали форсирование 5-й гвардейской армией рек Нейсе и Шпрее, взятие города Вайсвассер и выход её к реке Эльбе в районе города Риза. В ходе Пражской операции Георгий Васильевич участвовал в штурме города Дрездена и освобождении ряда районов Чехословакии. Боевой путь он закончил в Праге 9 мая 1945 года. За отличие в ходе Сандомирско-Силезской операции указом Президиума Верховного Совета СССР от 29 мая 1945 года гвардии генерал-майору артиллерии Полуэктову Георгию Васильевичу было присвоено звание Героя Советского Союза.

Могила Г. В. Полуэктова на Кунцевском кладбище Москвы

## Послевоенный период
После войны Георгий Васильевич продолжил службу в Вооружённых силах СССР. 27 июня 1945 года ему было присвоено звание генерал-лейтенанта. В 1947 году он окончил Высшие академические курсы при Военной академии Генштаба имени К. Е. Ворошилова. До 1948 года Г. В. Полуэктов занимал должность командующего артиллерией Закавказского военного округа. В 1948 году он был назначен заместителем начальника, а в 1950 году — начальником Артиллерийской академии имени Ф. Э. Дзержинского. В 1953 году генерал-лейтенант Г. В. Полуэктов занял должность заместителя командующего ПВО СССР, а в следующем году был назначен командующим зенитной артиллерией ПВО СССР. С 1955 года Георгий Васильевич — командующий артиллерией Дальневосточного военного округа. В 1961 году Г. В. Полуэктов в звании генерал-полковника вышел в отставку. Жил в городе-герое Москве. 6 апреля 1982 года Георгий Васильевич скончался. Похоронен на Кунцевском кладбище столицы.

## Сочинения
Г. В. Полуэктов. Записки фронтового артиллериста. //  «Новый мир № 1, 1983»
Г. В. Полуэктов. Записки  артиллериста. Б.м,Б.г. Под редакцией Полуэктовой Р.М.,Полуэктовой О.Ю.,Васильевой Н.Г.

## Награды
- Медаль «Золотая Звезда» (Медаль № 6048) (29.05.1945);
- два ордена Ленина (29.05.1945; 06.11.1947);
- четыре ордена Красного Знамени (24.01.1943; 27.08.1943; 03.11.1944; 20.04.1953);
- орден Суворова 1 степени (06.04.1945)[18][19];
- орден Кутузова 1 степени (23.09.44)[20];
- орден Суворова 2 степени (22.02.1944).
  - Медали:
    - «В ознаменование 100-летия со дня рождения Владимира Ильича Ленина»;
    - «За оборону Сталинграда»;
    - «За оборону Кавказа»;
    - «За Победу над Германией в Великой Отечественной войне 1941—1945 гг.»;
    - «Двадцать лет Победы в Великой Отечественной войне 1941—1945 гг.»;
    - «Тридцать лет Победы в Великой Отечественной войне 1941—1945 гг.»;
    - «За освобождение Праги»;
    - «Ветеран Вооружённых Сил СССР»;
    - «30 лет Советской Армии и Флота»;
    - «40 лет Вооруженных Сил СССР»;
    - «50 лет Вооружённых Сил СССР»;
    - «60 лет Вооружённых Сил СССР».

### Иностранные награды
- Орден «Легион почёта» (США);
- орден «Крест Грюнвальда» (ПНР);
- медаль «За Одру, Нису и Балтику» (ПНР);
- медаль «Победы и Свободы» (ПНР);
- орден Белого льва (ЧССР);
- Военный крест (ЧССР).

## Документы
- Общедоступный электронный банк документов «Подвиг Народа в Великой Отечественной войне 1941—1945 гг.» Дата обращения: 28 июля 2012. Архивировано из оригинала 13 марта 2012 года.

Указ Президиума Верховного Совета СССР о присвоении звания Героя Советского Союза. Дата обращения: 28 июля 2012. Архивировано 30 сентября 2012 года.
Указ Президиума Верховного Совета СССР от 24.01.1943 о награждении орденом Красного Знамени. Дата обращения: 28 июля 2012. Архивировано 30 сентября 2012 года.
Указ Президиума Верховного Совета от 27.08.1943 о награждении орденом Красного Знамени. Дата обращения: 28 июля 2012. Архивировано 30 сентября 2012 года.
Представление к ордену Суворова 1-й степени. Дата обращения: 28 июля 2012. Архивировано 30 сентября 2012 года.
Указ Президиума Верховного Совета СССР о награждении орденом Суворова 1-й степени. Дата обращения: 28 июля 2012. Архивировано 30 сентября 2012 года.
Указ Президиума Верховного Совета СССР о награждении орденом Суворова 2-й степени. Дата обращения: 28 июля 2012. Архивировано 30 сентября 2012 года.
Орден Кутузова 1-й степени (наградной лист и указ о присвоении). Дата обращения: 28 июля 2012. Архивировано 30 сентября 2012 года.